# 프뤼퍼 군
군론에서 프뤼퍼 군(Prüfer群, 영어: Prüfer group)은 분모가 어떤 주어진 소수의 거듭제곱인 유리수들의 법 1 합동류들로 구성된 아벨 군이다. 여러 특수한 성질을 가진다.

## 정의
소수 {\displaystyle p}에 대하여, 다음 아벨 군들이 서로 동형이며, 이를 프뤼퍼 군 {\displaystyle \mathbb {Z} (p^{\infty })}이라고 한다.
- 1의 {\displaystyle p^{n}} 거듭제곱근들의 곱셈군 {\displaystyle \{\exp(2\pi im/p^{n})\mid m\in \mathbb {Z} ,\,n\in \mathbb {Z} ^{+}\}\subsetneq \operatorname {U} (1)}
- 몫군 {\displaystyle \mathbb {Q} /\mathbb {Z} }의 쉴로브 {\displaystyle p}-부분군
- {\displaystyle p}진수체 덧셈군의 {\displaystyle p}진 정수환 덧셈군에 대한 몫군 {\displaystyle \mathbb {Q} _{p}/\mathbb {Z} _{p}}
- 군의 표시 {\displaystyle \langle g_{1},g_{2},g_{3},\ldots \mid g_{1}^{p}=1,g_{2}^{p}=g_{1},g_{3}^{p}=g_{2},\dots \rangle }에 의하여 정의되는 군
- 귀납적 극한 {\displaystyle \textstyle \varinjlim _{n\to \infty }p^{-n}\mathbb {Z} /\mathbb {Z} }

## 성질
프뤼퍼 군의 부분군들은 다음과 같으며, 포함 관계에 따라 전순서 집합을 이룬다.
{\displaystyle 0\subsetneq \left({1 \over p}\mathbb {Z} \right)/\mathbb {Z} \subsetneq \left({1 \over p^{2}}\mathbb {Z} \right)/\mathbb {Z} \subsetneq \left({1 \over p^{3}}\mathbb {Z} \right)/\mathbb {Z} \subsetneq \cdots \subsetneq \mathbb {Z} (p^{\infty })}
프뤼퍼 군은 부분직접곱 기약군(영어: subdirectly irreducible group)이다. 즉, 진부분군들의 부분직접곱으로 나타낼 수 없다. 사실, 아벨 군에 대하여 다음 두 조건이 서로 동치이다.
- 부분직접곱 기약군이다.
- 소수 크기의 순환군 {\displaystyle \operatorname {Cyc} (p)}이거나, 프뤼퍼 군이다.

정수환 위의 가군으로서, 프뤼퍼 군은 아르틴 가군이지만 뇌터 가군이 아니다.
이산 위상을 부여한 프뤼퍼 군 {\displaystyle \mathbb {Z} (p^{\infty })}의 폰트랴긴 쌍대군은 {\displaystyle p}진 정수의 덧셈군 {\displaystyle \mathbb {Z} _{p}}이다.

## 역사
독일의 수학자 하인츠 프뤼퍼(독일어: Heinz Prüfer)가 1923년에 도입하였다.

## 같이 보기
- 이진 유리수
- 순환군
- 원군